# Bernardo de Fresneda
Bernardo de Fresneda, OFM, antes Bernardo de Alvarado (Fresneda, 1509 - Santo Domingo de la Calzada, 22 de dezembro de 1577) foi um religioso franciscano espanhol.

## Biografia
Alvarado nasceu em uma família pobre. Recebeu o hábito franciscano no mosteiro de San Bernardo de la Sierra o del Monte, na sua aldeia natal, passando o usar "de Fresneda" em vez do sobrenome. Estudou Teologia na Universidade de Alcalá de Henares, onde ingressou em 1534. Após completar a formação, começou a trabalhar na Ordem. Depois, foi nomeado definidor geral da Família Cismontana em 1553. O reconhecimento que Fresneda tinha entre os seus irmãos de hábito e as suas convicções reformistas motivaram a sua nomeação para integrar a comitiva que acompanhou o príncipe Filipe na sua viagem pela Europa em 1548, o que lhe permitiu ganhar o apreço de Carlos V. Com o apoio dos secretários do rei, foi obrigado a acompanhar o príncipe até a Inglaterra, onde foi se casar com Maria Tudor. Integrado na capela real como teólogo, fixou-se definitivamente no confessionário real.
Em sua crescente influência espiritual e política, tornou-se inimigo de Bartolomé Carranza. Fresneda foi responsável por comunicar a Filipe II as acusações incriminatórias cuidadosamente recolhidas pelo Inquisidor-geral Fernando de Valdés contra Carranza. Depois, Frei Bernardo colaborou nas reformas patrocinadas pela política confessional da monarquia. Em 4 de maio de 1562 foi nomeado Bispo de Cuenca; no mesmo ano, foi feito comissário geral do Conselho de Cruzada.
No ano seguinte teve que deixar o comissariado, devido sua saída para as Cortes de Monzón, só recuperando o exercício em 1566. Durante seu primeiro episcopado, favoreceu a interferência de Filipe II nos assuntos eclesiásticos, sem que as reivindicações feitas pela Santa Sé produzissem qualquer efeito. Ainda assim, Fresneda foi alvo de vários apelos de Pio V para prosseguir com a implementação dos decretos tridentinos na sua própria diocese. Quando o poder de Fresneda iniciou o seu declínio, visando permanecer à frente do confessionário real, colocou-se ao serviço do novo grande patrono da corte, Diego de Espinoza, que utilizou o radicalismo religioso do franciscano para realizar vários projetos ligados à confessionalização da Monarquia. Em 1567, fez todo o possível para estar na comitiva real para a Holanda, já que agora as determinações de Trento obrigavam a residência dos prelados em sua própria diocese; portanto, ficaria longe da corte e perderia o cargo de confessor real.
Fresneda estava ciente de sua delicada situação devido ao seu isolamento na Corte. A sua intransigência religiosa ajustou-se à política desenvolvida por Espinosa, que lhe permitiu manter as suas ocupações até 1571, mas a sua falta de integração no seu círculo clientelar refletiu-se tanto na visita que fez ao Conselho das Cruzadas a partir de 1566, como nas poucas atividades que desenvolveu a partir de 1568. Nestes anos, além de continuar a sua atividade relacionada com a reforma das ordens religiosas, participou no processo de canonização de São Diego de Alcalá, bem como em diversas cerimônias ligadas à construção do mosteiro de El Escorial. A sua despromoção definitiva foi paralela ao declínio do próprio Espinosa como consequência da mudança nas orientações políticas da Monarquia efetuada por Filipe II.
Indicado por Filipe II em outubro, em 16 de novembro de 1571 foi transferido para a Diocese de Córdova. A reiteração do monarca quanto à cumprir a residência obrigatória distanciou permanentemente Dom Fresneda do confessionário real. Ainda tentou de todas as formas permanecer na Corte, buscando obter uma nova ocupação que justificasse a sua presença ali; no entanto, teve que desistir de seus esforços, por isso chegou à sua sé episcopal em dezembro daquele ano. Concentrou os seus esforços na fundação que patrocinou no convento de Santa María de los Ángeles em Santo Domingo de la Calzada e no Colégio Mayor de San Buenaventura. Em 1576, propôs ao capítulo da catedral a renovação dos Estatutos da igreja de Córdoba.
Por fim, Dom Frei Bernardo de Fresneda foi promovido a Arcebispo de Saragoça em 14 de outubro de 1577. Porém, não tomou posse da mitra, pois faleceu durante a viagem à sua nova sede.